# Úlcera tropical
L'úlcera tropical (també conegut com a úlcera d'Aden, úlcera de Malabar, i fagedena tropical, fagedenisme tropical o úlcera tropical fagedènica) és una lesió ulcerosa crònica de la pell que es creu que és causada per una infecció polimicrobiana amb una varietat de microorganismes, incloent micobacteris. És comú en els climes tropicals.
Les úlceres es presenten en les parts exposades del cos, principalment a la cara anterolateral dels membres inferiors i poden erosionar els músculs i tendons, i, de vegades, els ossos. [3] Aquestes lesions es poden desenvolupar amb freqüència en les abrasions preexistents o nafres i a vegades a partir d'un simple esgarrapada.